# Михаел Клееберг
Михаел Клееберг (на немски: Michael Kleeberg) е немски писател и преводач, автор на романи, разкази, есета, биографии и пътеписи.

## Биография и творчество
Михаел Клееберг е роден през 1959 г. в Щутгарт. Младостта си прекарва във Фридрихсхафен, село Биц, Бьоблинген и Хамбург.
Следва политология, история и визуална комуникация в Хамбургския университет.
Между 1978 и 1984 г. работи като корабен разпределител в хамбургското пристанище, санитар в пристанищната болница „Санкт Паули“ и журналист по темите кино и автомобилни състезания.
През 1983 г. живее в Рим, през 1984 г. в Берлин-Кройцберг, през 1985/1986 г. в Амстердам.
През 1986 г. отива в Париж, където наред с работата си на писател, до 1994 г. е съсобственик на немско-френска рекламна агенция. От 1996 до 2000 г. живее като писател на свободна практика в Бургундия, а след това – в Берлин.
Организацията за писателски обмен „Западно-източен диван“ му дава възможност след 2002 г. да осъществи продължителни престои в Близкия изток (Ливан, Сирия, Египет). Впечатленията си от тези пътувания писателят отразява в книгата си „Идиотът на XXI век: диван“ („Der Idiot des 21. Jahrhunderts. Ein Divan“) (2018).
Творби на Клееберг са преведени на албански, арабски, датски, английски, френски, гръцки, японски и испански.
Михаел Клееберг е член на немския ПЕН клуб.

## Награди и отличия
- 1996: „Награда Ана Зегерс“
- 2000: „Награда Лион Фойхтвангер“
- 2008: Mainzer Stadtschreiber
- 2008: Irmgard-Heilmann-Preis
- 2011: New-York-Stipendium des Deutschen Literaturfonds
- 2011: „Евангелистка награда за книга“ für Das Amerikanische Hospital
- 2013: Saarländischer Kinder- und Jugendbuchpreis 2012
- 2015: „Награда Фридрих Хьолдерлин на град Бад Хомбург“
- 2015: HamburgLesen 2015
- 2016: „Литературна награда на Фондация „Конрад Аденауер““[3]
- 2017: Kulturpreis der Stadt Böblingen
- 2017: Gustav-Regler-Preis der Kreisstadt Merzig
- 2017: Frankfurter Poetikdozentur